# Кивилааксо, Пертту
Пертту Пяйво Куллерво Кивилааксо (фин. Perttu Päivö Kullervo Kivilaakso; 11 мая 1978) — финский виолончелист, играет в симфоник-метал-группе Apocalyptica.

## Биография
Пертту начал играть на виолончели в 5 лет. Его отец, Юхани — виолончелист, он и учил сына. Пертту любит оперу, он начал посещать представления ещё маленьким ребёнком, постоянно посещал Savonlinna Opera Festival. Его отец играл в оперном оркестре, и маленькому Пертту были доступны и музыка, и представления. У Пертту огромная коллекция различных оперных записей, включая много раритетных и трудно находимых записей. Любимый композитор Пертту — Джузеппе Верди, любимая опера — Il Trovatore.
Пертту учился в Академии Сибелиуса в Хельсинки, которую закончил в 2000 году, получив диплом с отличием. Кроме того, он играл в оркестре города Хельсинки в 1998—2005 гг. В дополнение к виолончели, он также играет на гитаре и фортепиано.
Пертту считает самым важным своим достижением 3 место на Международном конкурсе виолончелистов. Ни один финн до сих пор не добивался такого успеха на этом конкурсе.
До рок-карьеры Пертту много гастролировал по Финляндии и за границей. Совместно с разными пианистами он посетил многие города в Азии, США, Германии, Великобритании, Скандинавии, России, Венгрии, Нидерландах, Бельгии, Франции, Израиле, Японии и Эстонии.
Он солировал для оркестра в 90 человек, а также на нескольких классических музыкальных фестивалях по всей Европе.

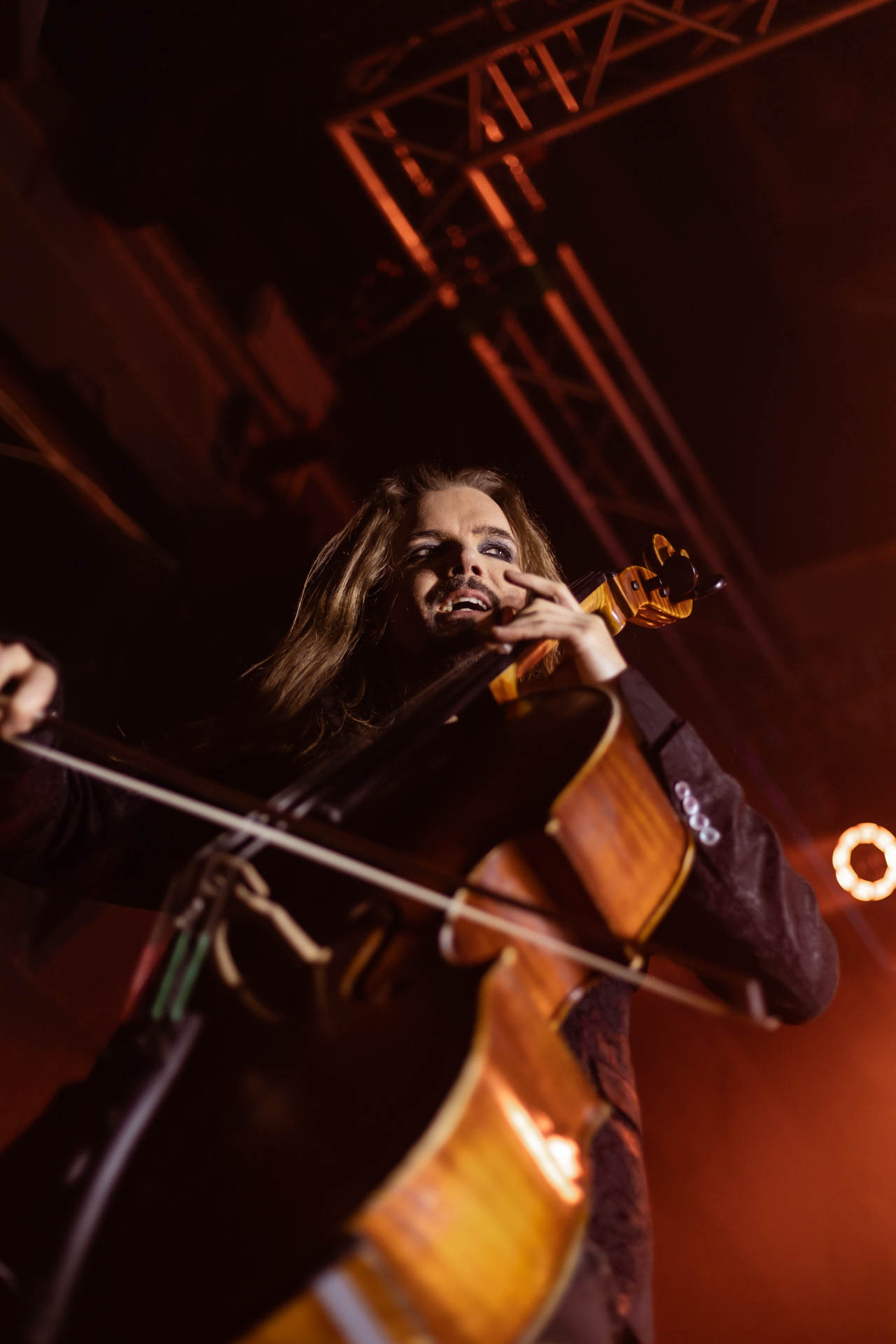
Perttu Kivilaakso in Poland, 2023

В первый раз как солист Пертту выступил в 12 лет для записи на радио финского симфонического оркестра.
Несмотря на то, что он сотрудничал с Эйкка Топпинен с 1995 года, официально Пертту пришёл в Apocalyptica в конце 1999 года. Он мог присоединиться к Apocalyptica гораздо раньше, когда ему было 16—17 лет, но остальные участники Apocalyptica посчитали, что участие в группе может негативно сказаться на его прекрасно складывавшейся карьере классического музыканта. Пертту имеет пожизненный контракт с Хельсинкским Филармоническим оркестром, что в оркестре практикуется лишь в самых исключительных случаях.
Пертту также исполнил партии виолончели к видео игре Max Payne 2: The Fall of Max Payne, нескольким документальным фильмам, написал несколько композиций для Apocalyptica такие как «Conclusion», «Betrayal/Forgiveness» и «Farewell».
Семейное положение: женат.